# 아나 알바레스
아나 알바레스(Ana Álvarez, 1969년 11월 19일 ~ )는 스페인의 배우, 모델이다.

## 출연 작품
- 프라임 타임 (2008)
- 갈 (2006)